# Jurij Ivanovics Sikunov
Jurij Ivanovics Sikunov, oroszul: Юрий Иванович Шикунов (Taganrog, 1939. december 8. – 2021. március 15.) Európa-bajnoki ezüstérmes szovjet válogatott orosz labdarúgó, edző.
A szovjet válogatott tagjaként részt vett az 1964-es Európa-bajnokságon.

## Sikerei, díjai
Szovjetunió
- Európa-bajnoki döntős (1): 1964